# Mirosław Kowalczyk (duchowny)
Mirosław Kowalczyk (ur. 7 lipca 1957 w Lublinie) – polski duchowny, dr hab. nauk teologicznych, profesor nadzwyczajny Instytutu Teologii Dogmatycznej Wydziału Teologii Katolickiego Uniwersytetu Lubelskiego Jana Pawła II.

## Życiorys
Jest absolwentem Liceum Zawodowego nr 10 w Lublinie. Święcenia kapłańskie przyjął 12 czerwca 1982. Po święceniach pracował w parafii św. Marii Magdaleny w Sernikach, św. Michała Archanioła w Zamościu i Wniebowzięcia Najświętszej Marii Panny w Konopnicy. W 1985 rozpoczął studia licencjackie z teologii dogmatycznej na KUL-u. W latach 1987–1993 był notariuszem w kurii lubelskiej.
W 1990 obronił pracę doktorską pt. Historiozbawczy sens narodu w świetle źródeł biblijno-dogmatycznych ze szczególnym uwzględnieniem Ewangelii Mateusza, napisaną pod kierunkiem ks. prof. Czesława Bartnika. Od 1993 pracował jako asystent, od 2000 jako adiunkt na KUL-u. 25 czerwca 2008 habilitował się na podstawie dorobku naukowego i pracy zatytułowanej U początków teologii historii w Polsce. F. Sawicki, K. Michalski, A. Pechnik. W latach 2008–2015 był kierownikiem Katedry Teologii Historycznej w Instytucie Teologii Dogmatycznej, w latach 2009–2015 był redaktorem naczelnym Roczników Teologii Dogmatycznej.
Pełni funkcję profesora nadzwyczajnego w Instytucie Teologii Dogmatycznej na Wydziale Teologii Katolickiego Uniwersytetu Lubelskiego Jana Pawła II.